# Pyrausta babalis
Pyrausta babalis là một loài bướm đêm trong họ Crambidae.